# マイクパフォーマンス

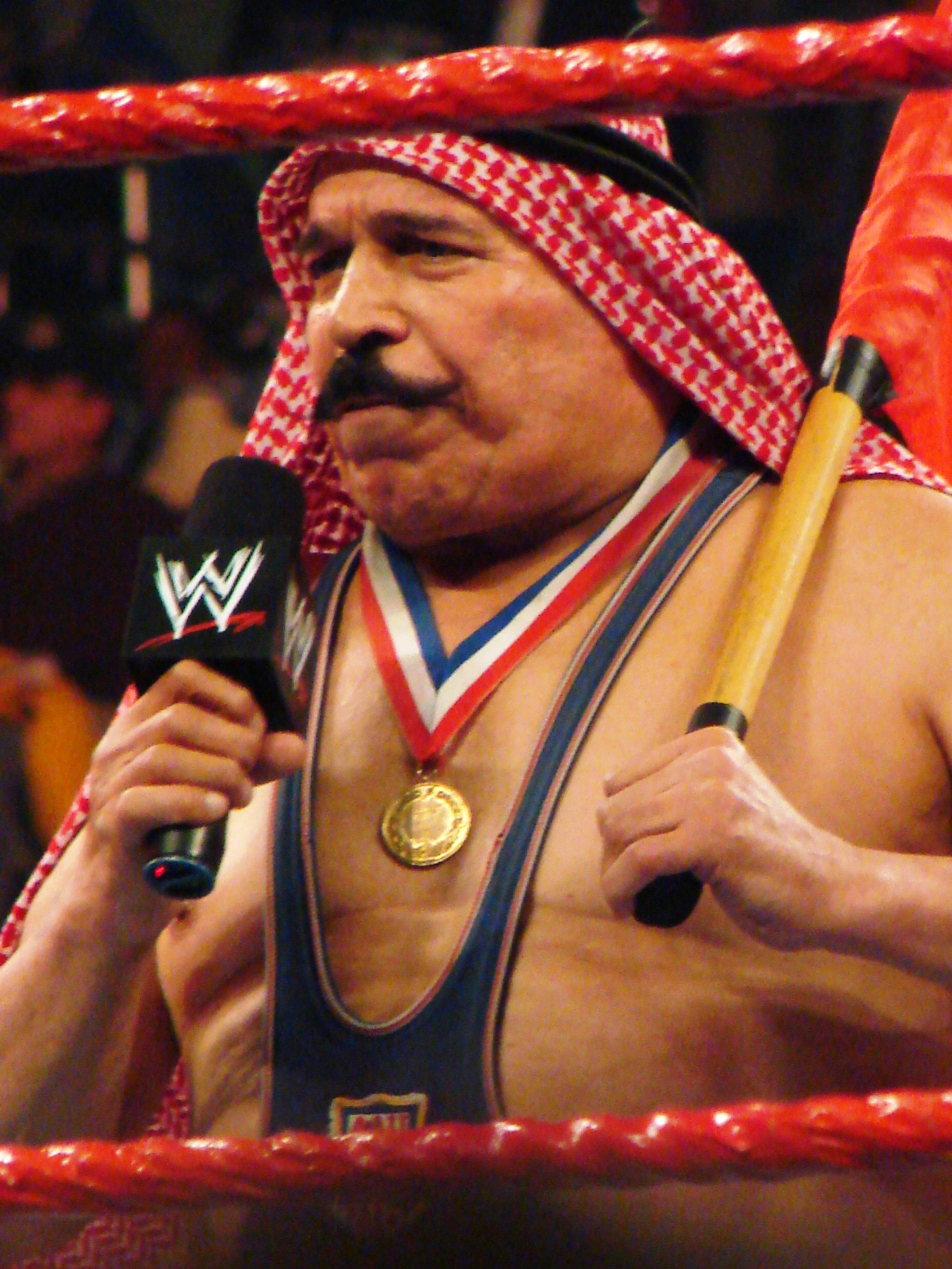
マイクパフォーマンスを行うWWEのアイアン・シーク

マイクパフォーマンスは、プロレスのリング上や控え室、インタビュールームでプロレスラーが相手を挑発するためにマイクロフォンを片手にしゃべるパフォーマンスのことをいう。場合によっては、リング上の試合以上にマイクパフォーマンスが重要視されることもある。

## 概要
アメリカではテレビマッチの前には両選手がインタビューで舌戦を繰り広げるのが定番であり、スーパースター・ビリー・グラハム、ジェシー・ベンチュラ、ロディ・パイパーなどマイクパフォーマンスの上手さが出世の大きな要素になったレスラーもいる。
ギミック上の設定や本当にマイクパフォーマンスや英語が苦手な場合マネージャーがマイクパフォーマンスを代行することもある。また、「心理戦」という体でマイクパフォーマンスのみ、トークコーナーを任されその日の試合が組まれないレスラーもいる。
日本でマイクパフォーマンスを定着させたのはアントニオ猪木だが、金網デスマッチの鬼といわれたラッシャー木村も、1981年の新日本プロレス・田園コロシアム大会におけるこんばんは事件をきっかけに、全日本プロレス移籍後は観衆に笑いを提供するパフォーマーとして定着。観客の「マイクコール」に応える形で、試合終了後に季節や時事の話題を取り上げたネタを披露した。1990年代中盤辺りまで日本のプロレスでマイクパフォーマンスをする事はここ一番の所でしか行われていなかったが、WWEが注目されると共に日本でもマイクパフォーマンスの回数が多くなっていき、興業で重要視される要素となった。
WWEではマイクパフォーマンスにおいて、選手の決め台詞が叫ばれることや、決め台詞を観客が合唱するシーンが非常に多い。ストーンコールド・スティーブ・オースチンやザ･ロックなどがその代表例。
そのほか女子プロレスラーでは北斗晶が名手として知られる。
主に対戦相手への挑発や、共闘を呼びかける際のパフォーマンスであり、後のストーリー展開に欠かせない要素となる場合が多い。また、会場ファンの野次に対して即興的に対応する才能も要求される。しかし、会場の雰囲気と別の方向に行ってしまうと、観客に不愉快な思いをさせたり、時には怒りを買い暴動に至ることすらある。近年ではハッスルにおける高田総統のマイクパフォーマンスが知られた。
日本ではマイクパフォーマンスの後にマイクをリングに叩きつける場合が多く、お笑いタレントの摩邪はこれをネタにしている。